# Бостан, Йон
Йон Бо́стан (рум. Ion Bostan; 15 декабря 1914, Черновиц, Буковина, Австро-Венгрия (ныне Черновцы, Украина) — 29 мая 1992, Бухарест, Румыния) — румынский педагог, кинооператор, сценарист и кинорежиссёр-документалист. Муж Элизабеты Бостан.

## Биография
В 1948 году дебютировал как сценарист, а в 1949 году — как режиссёр («Одна минута»). Снимал документальные и научно-популярные фильмы. Был оператором своих картин. Многие ленты режиссёра отмечены призами на Международных кинофестивалях. Преподавал режиссуру в Институте театрального искусства и кинематографии в Бухаресте.

## Фильмография

### Режиссёр
- 1949 — Одна минута / Un minut
- 1954 — За мир и дружбу / Pentru pace și prietenie (с Ильёй Копалиным и Тамарой Лавровой, СССР—Румыния—Болгария)
- 1955 — Чокырлия / Ciocârlia
- 1956 — Дойна Олта / Doina Oltului
- 1956 — Крепость Истрия / Cetatea Histria
- 1959 — Озеро с лилиями / Lacul cu nuferi
- 1960 — Воспоминания об Энеску / Livenii lui Enescu
- 1962 — Среди пеликанов / Printre pelicani
- 1963 — Под крылом орла / Sub aripa vulturului
- 1967 — Зимние гости / Oaspeți de iarnă
- 1968 — По следам пропавшего фильма / Pe urmele unui film dispărut
- 1969 — Чёрт со скрипкой / Dracul cu scripca
- 1970 — Один среди пеликанов / Singur printre pelicani
- 1971 — Птицы и рыбаки / Pești și pescari
- 1972 — Встреча с небом / Întâlnirea cu cerul
- 1974 — Чайки с чистыми крыльями / Pescarusi cu aripi curate
- 1974 — Следы / Vestigii
- 1975 — Звёздный архипелаг / Arhipelaguri de stele
- 1976 — Летят аисты / Marele zbor
- 1979 — Заметки из дельты Дуная / Impresii din Deltă

## Награды
- 1952 — Государственная премия СРР